# Maximilià I Josep de Baviera
|  | Aquest article tracta sobre el rei de Baviera del segle XIX. Si cerqueu el Príncep Elector de Baviera del segle XVII, vegeu «Maximilià I de Baviera». |

Maximilià I de Baviera, altrament dit Maximilià I Josep de Baviera, (Schwetzingen, 1756 - Múnic 1825) va ser el primer rei de Baviera, el primer sobirà bavarès que no pertanyia a la branca principal de la família dels Wittelsbach sinó a la secundària, la comtal palatina. Gràcies a la unió entre els Wittelsbach de Baviera i els del Palatinat es pogueren reunir tots els territoris històrics de la família sota un únic sobirà. Anteriorment ja tenia els títols de duc de Zweibrücken (de 1795 a 1799) i elector de Baviera (com a Maximilià IV Josep de 1799-1805).

## Orígens familiars
Nascut a Schwetzingen, prop de Heidelberg, el 27 de maig de 1756, era fill del comte palatí Frederic Miquel de Zweibrücken-Birkenfeld i de l'aristòcrata Maria Francesca de Sulzbach. Els comtes palatins eren una branca secundària de la família dels Wittelsbach de Baviera nascuts per la lògica medieval de partir les herències i de deixar a cada fill una part dels territoris familiars.
Educat majoritàriament a França, ben aviat entrà a formar part de l'exèrcit francès on escalà amb pocs anys fins a la posició de general. Ara bé, en el moment en què esclatà la revolució canvià les armes franceses per les austríaques. L'any 1795 heretà el Ducat de Zweibrücken de part del seu germà el duc Carles II.
A als dominis familiars del comtat palatí s'hi afegí, l'any 1799, l'Electorat de Baviera a conseqüència de l'extinció de la branca familiar que regnava a Baviera.
Políticament parlant Maximilià I de Baviera fou més que brillant, a través d'una hàbil política de matrimonis casà una de les seves filles amb el fill de la primera esposa de Napoleó I de França i una altra amb l'emperador Francesc I d'Àustria, assegurant-se que Napoleó l'elevés al rang de rei de Baviera en 1805 pel tractat de Pressburg a la finalització de la Tercera Coalició. i que després amb la caiguda de l'emperador francès, els austríacs li mantinguessin el títol i no el penalitzessin pel seu suport als francesos.
A més a més, aconseguí pel Tractat de París de 1814 intercanviar el comtat del Tirol que li havia cedit Napoleó per l'arquebisbat de Würzburg amb Àustria aconseguit una major unitat i continuïtat territorial del regne bavarès.

## Núpcies i descendents

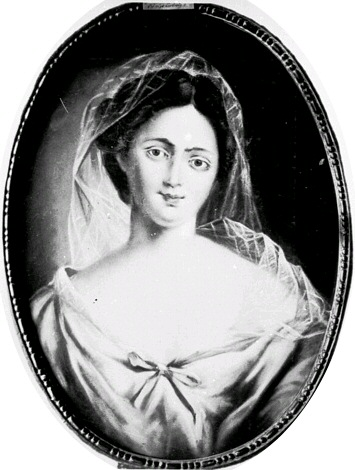
Augusta Guillemina de Hessen-Darmstadt, muller de Maximilià I Josep de Baviera.

Casat en dues ocasions, en primeres núpcies ho feu amb la princesa Augusta Guillemina de Hessen-Darmstadt, filla de Jordi Guillem de Hessen-Darmstadt, de la qual tingué:
- SM el rei Lluís I de Baviera, nascut el 1786 i mort el 1868 a Baviera. Es casà amb la princesa Teresa de Saxònia-Hildburghausen.

- SAR la princesa Augusta de Baviera, nascuda el 1788 i morta el 1851. Es casà amb el duc Eugeni de Beauharnais.

- SAR la princesa Amàlia de Baviera, nascuda el 1790 i morta el 1794.

- SAR la princesa Carolina de Baviera nascuda el 1792 i morta el 1873 a Viena. Es casà en primeres núpcies amb el rei Guillem I de Württemberg del qual es divorcià i es tornà a casar amb l'emperador Francesc I d'Àustria.

- SAR el príncep Carles de Baviera, nascut el 1795 i mort el 1873. Es casà en dues ocasions i en les dues ho feu de forma morganàtica. En primeres núpcies amb Sophie Petin, creada baronessa von Bayrstorff, i en segones núpcies amb Henriette Schoelter, creada baronessa von Frankenberg.

Es casà en segones núpcies amb la princesa Carolina de Baden, filla de Carles Lluís de Baden, amb la qual tingué:
- SAR el príncep Maximilià de Baviera, nascut a Múnic el 1800 i mort el 1803.

- SAR la princesa Elisabet de Baviera, nascuda el 1801 a Múnic i morta el 1873 a Dresden. Es casà amb el rei Frederic Guillem IV de Prússia.

- SAR la princesa Amàlia de Baviera, nascuda el 1801 a Múnic i morta el 1877 a Dresden. Es casà amb el rei Joan I de Saxònia.

- SAR la princesa Sofia de Baviera, nascuda el 1805 a Múnic i morta el 1873 a Viena. Es casà amb l'arxiduc Francesc Carles d'Àustria.

- SAR la princesa Maria Anna de Baviera, nascuda el 1805 a Múnic i morta el 1877 a Dresden. Es casà amb el rei Frederic August II de Saxònia.

- SAR la princesa Lluïsa de Baviera, nascuda el 1808 a Múnic i morta el 1892 al castell bavarès de Possenhofen. Es casà amb el duc Maximilià de Baviera.